# Bonito
Bonito (tên đồng danh: Sardini) là một tông (sinh học) cá vây tia săn mồi cỡ trung bình trong họ Cá thu ngừ (Scombridae). Tông này bao gồm tám loài được phân loại trong bốn chi; ba trong số bốn chi đó là đơn loài, mỗi chi có một loài duy nhất. Bonito rất giống với cá ngừ vằn, một loài cũng thường được gọi là bonito, đặc biệt là trong bối cảnh Nhật Bản.

## Các chi
- Chi Sarda (Cuvier, 1832)
  - Australian bonito, S. australis (Macleay, 1881)
  - Sarda chiliensis (Cuvier, 1832)
  - Eastern Pacific bonito, S. c. chiliensis (Cuvier, 1832)
  - Pacific bonito, S. c. lineolata (Girard, 1858)
  - Striped bonito, S. orientalis (Temminck & Schlegel, 1844)
  - Atlantic bonito, S. sarda (Bloch, 1793)
- Chi Cybiosarda (Whitley, 1935)
  - Leaping bonito, C. elegans (Whitley, 1935)
- Chi Gymnosarda Gill, 1862
  - Dogtooth tuna, G. unicolor (Rüppell, 1836)
- Chi Orcynopsis Gill, 1862
  - Plain bonito, O. unicolor (Geoffroy Saint-Hilaire, 1817)